# 2024년 영국 폭동
2024년 영국 폭동은 2024년 7월 30일부터 8월 5일까지 영국에서 전개된 극우 반이민 시위 폭동이다. 이는 7월 29일 중서부 도시 사우스포트에서 세 명의 어린이가 살해된 사건의 가해자가 무슬림이자 망명 신청자라는 거짓 주장이 유포되어 촉발되었다. 2011년 영국 폭동 이후 영국에서 발생한 가장 큰 사회적 불안 사건으로 평가받는다. 9월 1일 기준 폭동 관련자 1,280명이 체포되었고 약 800건이 기소되었다.

## 전개
소요 행위는 런던을 비롯해 리버풀, 노팅엄, 킹스턴어폰헐, 달링턴, 플리머스, 벨파스트 등 전역으로 퍼져나갔다. 일부 지역에서 시위대가 진압에 나선 경찰을 향해 돌을 던지고 최루탄을 쏘며 공격하였다. 8월 5일, 키어 스타머 총리는 긴급안보회의를 주재하였다.
"이것은 시위가 아니라 말 그대로 폭력이며, 우리는 모스크나 무슬림 커뮤니티에 대한 공격을 용납하지 않을 것이다. 폭동이나 소요 사태에 적시 대응할 수 있도록 공공질서 담당 전문 경찰관들로 구성된 상비군을 설립할 것이다."— 긴급안보회의에서 스타머 총리 발언

8월 9일, 찰스 3세 국왕은 스타머 총리, 개빈 스티븐스 전국경찰서장협의회 회장 등과 각각 통화하였다. 국왕은 스타머 총리에게 “경찰과 응급구조대가 폭력적 무질서로 피해를 본 지역의 평화를 회복하기 위해 하는 모든 일과 관련해 진심으로 사의를 표한다. 상호 존중과 이해의 공유 가치가 계속해서 국가를 강화하고 통합할 것”이라고 말하였다.

## 국제 사회의 대응
오스트레일리아·말레이시아·나이지리아 등 많은 국가가 자국민에게 여행 자제를 권고하였다. 주영국 대한민국 대사관 겸 주국제 해사 기구 대한민국 대표부는 긴급 공지문을 올리는 등 대응하였다.
 대한민국
"영국 정부의 강경 대응 방침에도, 앞으로도 언제든 극우 폭력 시위가 발생할 가능성이 여전하기 때문에, 영국에 있는 우리 국민은 신변 안전에 유의해주십시오."— 주영국 대한민국 대사관 겸 주국제 해사 기구 대한민국 대표부

## 같이 보기
- 2011년 영국 폭동
- 2024년 사우스포트 살상 사건